# Alfred Belpaire
Alfred Jules Belpaire (25 de septiembre de 1820-27 de enero de 1893) fue un ingeniero mecánico belga. Inventó en 1864 el fogón Belpaire de techo cuadrado, una innovación que se hizo frecuente en numerosos modelos de locomotoras de vapor a partir de entonces.

## Semblanza
Belpaire nació en 1820 en Ostende, educándose en la Escuela Athenaeum de Amberes. Desde allí pasó a cursar estudios en la Escuela Central de Artes y Manufacturas de París (Francia) desde 1837 a 1840, donde obtuvo un título en ingeniería mecánica.
Una vez graduado, comenzó a trabajar en los Ferrocarriles del Estado Belga, donde permaneció como ingeniero mecánico durante más de 50 años. Tras ejercer como director de los talleres ferroviarios en Malinas, a partir de 1850 se hizo cargo de la gestión de todo el material ferroviario de la compañía, y se estableció en la región de Bruselas.
Su primer trabajo de desarrollo se centró en una cámara de combustión para quemar carbón de baja calidad, y posteriormente, alrededor de 1860, generalizó su invento en el diseño robusto y térmicamente eficiente que lleva su nombre. Su cámara de combustión se usó en locomotoras en su Bélgica natal y luego también en Gran Bretaña, América del Norte y en otros países de todo el mundo. La cámara de combustión Belpaire permitía obtener una mejor transferencia de calor y producción de vapor debido a su mayor superficie en la parte superior. Si bien unirla a una caldera era más difícil debido a su forma oblonga, tenía como ventaja un arriostramiento interior más simple.
Alfred Belpaire fue uno de los fundadores del Congreso Internacional de Ferrocarriles, del que fue presidente en 1891.
Murió en Schaerbeek, a los 72 años de edad.

## Honores
- Gran Oficial de la Orden de Leopoldo.[3]
- Gran Oficial de la Legión de Honor.[3]
- Caballero condecorado con la Gran Cruz de la Orden de San Estanislao.[3]
- Caballero Comendador de la Orden de Carlos III.[3]
- Oficial de la Orden de la Corona de Roble.[3]